# Rallye Japan 2023
Die 8. Rallye Japan (offiziell FORUM8 Rally Japan 2023) war der 13. Lauf zur FIA-Rallye-Weltmeisterschaft 2023. Sie dauerte vom 16. bis zum 19. November und es wurden insgesamt 22 Wertungsprüfungen (WP) geplant, wovon eine (WP4) abgesagt werden musste.

## Meldeliste
| Nr.                  | Fahrer               | Co-Pilot                   | Auto                   |
| -------------------- | -------------------- | -------------------------- | ---------------------- |
| WRC-Klasse (Rally1)  |                      |                            |                        |
| 69                   | Kalle Rovanperä      | Jonne Halttunen            | Toyota GR Yaris Rally1 |
| 33                   | Elfyn Evans          | Scott Martin               | Toyota GR Yaris Rally1 |
| 11                   | Thierry Neuville     | Martijn Wydaeghe           | Hyundai i20 N Rally1   |
| 8                    | Ott Tänak            | Martin Järveoja            | Ford Puma Rally1       |
| 17                   | Sébastien Ogier      | Vincent Landais            | Toyota GR Yaris Rally1 |
| 4                    | Esapekka Lappi       | Janne Ferm                 | Hyundai i20 N Rally1   |
| 18                   | Takamoto Katsuta     | Aaron Johnston             | Toyota GR Yaris Rally1 |
| 6                    | Dani Sordo           | Cándido Carrera            | Hyundai i20 N Rally1   |
| 16                   | Adrien Fourmaux      | Alexandre Coria            | Ford Puma Rally1       |
| WRC2-Klasse (Rally2) |                      |                            |                        |
| 20                   | Andreas Mikkelsen    | Torstein Eriksen           | Škoda Fabia RS Rally2  |
| 21                   | FIA Nikolai Grjasin  | FIA Konstantin Aleksandrov | Škoda Fabia RS Rally2  |
| 22                   | Kajetan Kajetanowicz | Maciej Szczepaniak         | Škoda Fabia RS Rally2  |
| 23                   | Heikki Kovalainen    | Sae Kitagawa               | Škoda Fabia R5         |
| 24                   | Grégoire Munster     | Louis Louka                | Ford Fiesta Rally2     |

Insgesamt haben sich 35 Fahrer eingeschrieben.

### WRC-Gesamtklassement
| WRC |                      |                           |                        |          |           |                 |      |
| 1   | Elfyn Evans          | Aaron Johnston            | Toyota GR Yaris Rally1 | WRC RC1  | 3:32:08.8 | 00:00.0         | 25   |
| 2   | Sébastien Ogier      | Vincent Landais           | Toyota GR Yaris Rally1 | WRC RC1  | 3:33:26.5 | 01:17.7         | 18+1 |
| 3   | Kalle Rovanperä      | Jonne Halttunen           | Toyota GR Yaris Rally1 | WRC RC1  | 3:33:55.3 | 01:46.5 00:28.8 | 15   |
| 4   | Esapekka Lappi       | Janne Ferm                | Hyundai i20 N Rally1   | WRC RC1  | 3:34:59.1 | 02:50.3 01:03.8 | 12+3 |
| 5   | Takamoto Katsuta     | Aaron Johnston            | Toyota GR Yaris Rally1 | WRC RC1  | 3:35:19.1 | 03:10.3 00:20.0 | 10+2 |
| 6   | Ott Tänak            | Scott Martin              | Ford Puma Rally1       | WRC RC1  | 3:35:37.1 | 03:28.3 00:18.0 | 8+4  |
| 7   | Andreas Mikkelsen    | Torstein Eriksen          | Škoda Fabia RS Rally2  | WRC2 RC2 | 3:39:42.5 | 07:33.7 04:05.4 | 6    |
| 8   | FIA Nikolai Grjasin  | FIA Konstantin Alexandrow | Škoda Fabia RS Rally2  | WRC2 RC2 | 3:40:58.4 | 08:49.6 01:15.9 | 4    |
| 9   | Kajetan Kajetanowicz | Maciej Szczepaniak        | Škoda Fabia RS Rally2  | WRC2 RC2 | 3:51:34.7 | 19:25.9 10:36.3 | 2    |
| 10  | Hiroki Arai          | Hiroki Tachikui           | Peugeot 208 Rally4     | -- RC4   | 3:54:31.5 | 22:22.7 02:56.8 | 1    |

Insgesamt wurden 28 von 35 gemeldeten Fahrzeugen klassiert.

## Wertungsprüfungen
| Datum                   | Zeit (UTC+9 / MEZ) | Nr.                               | Name                              | Länge                             | Gewinner                                                                                  | Co-Pilot                                                                   | Auto                                                                              | Zeit                                    | Leader           |
| ----------------------- | ------------------ | --------------------------------- | --------------------------------- | --------------------------------- | ----------------------------------------------------------------------------------------- | -------------------------------------------------------------------------- | --------------------------------------------------------------------------------- | --------------------------------------- | ---------------- |
| Donnerstag 16. November | 09:01 / 01:01      | —                                 | Kuragaike Park (Shakedown)        | 2,75 km                           | Thierry Neuville                                                                          | Martijn Wydaeghe                                                           | Hyundai i20 N Rally1                                                              | 02:03.0                                 |                  |
| Donnerstag 16. November | 19:05 / 11:05      | WP1                               | Toyota Stadium 1                  | 2,10 km                           | Thierry Neuville                                                                          | Martijn Wydaeghe                                                           | Hyundai i20 N Rally1                                                              | 01:47.6                                 | Thierry Neuville |
| Freitag 17. November    | 05:34 / 21:34      | Service Toyota Stadium (15 Min.)  | Service Toyota Stadium (15 Min.)  | Service Toyota Stadium (15 Min.)  | Service Toyota Stadium (15 Min.)                                                          | Service Toyota Stadium (15 Min.)                                           | Service Toyota Stadium (15 Min.)                                                  | Service Toyota Stadium (15 Min.)        | Thierry Neuville |
| Freitag 17. November    | 07:04 / 23:04      | WP2                               | Isegami's Tunnel 1                | 23,60 km                          | Elfyn Evans                                                                               | Scott Martin                                                               | Toyota GR Yaris Rally1                                                            | 20:17.8                                 | Elfyn Evans      |
| Freitag 17. November    | 08:04 / 00:04      | WP3                               | Inabu Dam 1                       | 19,38 km                          | Elfyn Evans                                                                               | Scott Martin                                                               | Toyota GR Yaris Rally1                                                            | 14:20.0                                 | Elfyn Evans      |
| Freitag 17. November    | 09:02 / 01:02      | WP4                               | Shitara Town 1                    | 22,53 km                          | abgesagt                                                                                  | abgesagt                                                                   | abgesagt                                                                          | abgesagt                                | Elfyn Evans      |
| Freitag 17. November    | 11:41 / 03:41      | Service Toyota Stadium (40 Min.)  | Service Toyota Stadium (40 Min.)  | Service Toyota Stadium (40 Min.)  | Service Toyota Stadium (40 Min.)                                                          | Service Toyota Stadium (40 Min.)                                           | Service Toyota Stadium (40 Min.)                                                  | Service Toyota Stadium (40 Min.)        | Elfyn Evans      |
| Freitag 17. November    | 13:36 / 05:36      | WP5                               | Isegami's Tunnel 2                | 23,60 km                          | Takamoto Katsuta                                                                          | Aaron Johnston                                                             | Toyota GR Yaris Rally1                                                            | 19:08.1                                 | Elfyn Evans      |
| Freitag 17. November    | 14:36 / 06:36      | WP6                               | Inabu Dam 2                       | 19,38 km                          | Takamoto Katsuta                                                                          | Aaron Johnston                                                             | Toyota GR Yaris Rally1                                                            | 12:48.5                                 | Elfyn Evans      |
| Freitag 17. November    | 15:34 / 07:34      | WP7                               | Shitara Town 2                    | 22,53 km                          | Takamoto Katsuta                                                                          | Aaron Johnston                                                             | Toyota GR Yaris Rally1                                                            | 14:33.6                                 | Elfyn Evans      |
| Freitag 17. November    | 18:03 / 10:03      | Service, Toyota Stadium (45 Min.) | Service, Toyota Stadium (45 Min.) | Service, Toyota Stadium (45 Min.) | Service, Toyota Stadium (45 Min.)                                                         | Service, Toyota Stadium (45 Min.)                                          | Service, Toyota Stadium (45 Min.)                                                 | Service, Toyota Stadium (45 Min.)       | Elfyn Evans      |
| Freitag 17. November    | 19:35 / 11:35      | WP8                               | Toyota Stadium 2                  | 2,10 km                           | Esapekka Lappi                                                                            | Janne Ferm                                                                 | Hyundai i20 N Rally1                                                              | 02:00.0                                 | Elfyn Evans      |
| Samstag 18. November    | 06:45 / 22:45      | Service Toyota Stadium (15 Min.)  | Service Toyota Stadium (15 Min.)  | Service Toyota Stadium (15 Min.)  | Service Toyota Stadium (15 Min.)                                                          | Service Toyota Stadium (15 Min.)                                           | Service Toyota Stadium (15 Min.)                                                  | Service Toyota Stadium (15 Min.)        | Elfyn Evans      |
| Samstag 18. November    | 08:04 / 00:04      | WP9                               | Nukata Forest 1                   | 20,32 km                          | Sébastien Ogier Takamoto Katsuta                                                          | Vincent Landais Aaron Johnston                                             | Toyota GR Yaris Rally1                                                            | 15:23.2                                 | Elfyn Evans      |
| Samstag 18. November    | 09:05 / 01:05      | WP10                              | Lake Mikawako 1                   | 14,78 km                          | Takamoto Katsuta                                                                          | Aaron Johnston                                                             | Toyota GR Yaris Rally1                                                            | 11:14.8                                 | Elfyn Evans      |
| Samstag 18. November    | 11:15 / 03:15      | WP11                              | Okazaki City 1                    | 3,18 km                           | Elfyn Evans                                                                               | Scott Martin                                                               | Toyota GR Yaris Rally1                                                            | 02:20.2                                 | Elfyn Evans      |
| Samstag 18. November    | 11:26 / 03:26      | WP12                              | Okazaki City 2                    | 3,18 km                           | Elfyn Evans                                                                               | Scott Martin                                                               | Toyota GR Yaris Rally1                                                            | 02:18.7                                 | Elfyn Evans      |
| Samstag 18. November    | 13:04 / 05:04      | WP13                              | Nukata Forest 2                   | 20,32 km                          | Takamoto Katsuta                                                                          | Aaron Johnston                                                             | Toyota GR Yaris Rally1                                                            | 14:33.5                                 | Elfyn Evans      |
| Samstag 18. November    | 14:05 / 06:05      | WP14                              | Lake Mikawako 2                   | 14,78 km                          | Takamoto Katsuta                                                                          | Aaron Johnston                                                             | Toyota GR Yaris Rally1                                                            | 10:35.8                                 | Elfyn Evans      |
| Samstag 18. November    | 15:11 / 07:11      | WP15                              | Shinshiro City                    | 6,70 km                           | Takamoto Katsuta                                                                          | Aaron Johnston                                                             | Toyota GR Yaris Rally1                                                            | 03:19.7                                 | Elfyn Evans      |
| Samstag 18. November    | 17:01 / 09:01      | Service Toyota Stadium (45 Min.)  | Service Toyota Stadium (45 Min.)  | Service Toyota Stadium (45 Min.)  | Service Toyota Stadium (45 Min.)                                                          | Service Toyota Stadium (45 Min.)                                           | Service Toyota Stadium (45 Min.)                                                  | Service Toyota Stadium (45 Min.)        | Elfyn Evans      |
| Samstag 18. November    | 19:35 / 11:35      | WP16                              | Toyota Stadium 3                  | 2,10 km                           | Esapekka Lappi                                                                            | Janne Ferm                                                                 | Hyundai i20 N Rally1                                                              | 01:47.0                                 | Elfyn Evans      |
| Sonntag 19. November    | 05:39 / 21:39      | Service Toyota Stadium (15 Min.)  | Service Toyota Stadium (15 Min.)  | Service Toyota Stadium (15 Min.)  | Service Toyota Stadium (15 Min.)                                                          | Service Toyota Stadium (15 Min.)                                           | Service Toyota Stadium (15 Min.)                                                  | Service Toyota Stadium (15 Min.)        | Elfyn Evans      |
| Sonntag 19. November    | 07:05 / 23:05      | WP17                              | Asahi Kougen 1                    | 7,52 km                           | Thierry Neuville                                                                          | Martijn Wydaeghe                                                           | Hyundai i20 N Rally1                                                              | 05:04.2                                 | Elfyn Evans      |
| Sonntag 19. November    | 08:03 / 00:03      | WP18                              | Ena City 1                        | 22,92 km                          | Thierry Neuville                                                                          | Martijn Wydaeghe                                                           | Hyundai i20 N Rally1                                                              | 18:09.9                                 | Elfyn Evans      |
| Sonntag 19. November    | 08:56 / 00:56      | WP19                              | Nenoue Kougen 1                   | 11,60 km                          | Takamoto Katsuta                                                                          | Aaron Johnston                                                             | Toyota GR Yaris Rally1                                                            | 08:16.3                                 | Elfyn Evans      |
| Sonntag 19. November    | 11:04 / 03:04      | WP20                              | Ena City 2                        | 22,92 km                          | Thierry Neuville                                                                          | Martijn Wydaeghe                                                           | Hyundai i20 N Rally1                                                              | 18:03.7                                 | Elfyn Evans      |
| Sonntag 19. November    | 11:57 / 03:57      | WP21                              | Nenoue Kougen 2                   | 11,60 km                          | Takamoto Katsuta                                                                          | Aaron Johnston                                                             | Toyota GR Yaris Rally1                                                            | 08:16.6                                 | Elfyn Evans      |
| Sonntag 19. November    | 14:15 / 06:15      | WP22                              | Asahi Kougen 2 (Power Stage)      | 7,52 km                           | 1. Thierry Neuville 2. Ott Tänak 3. Esapekka Lappi 4. Takamoto Katsuta 5. Sébastien Ogier | Martijn Wydaeghe Martin Järveoja Janne Ferm Aaron Johnston Vincent Landais | Hyundai i20 N Rally1 Ford Puma Rally1 Hyundai i20 N Rally1 Toyota GR Yaris Rally1 | 04:48.8 04:51.2 04:55.6 04:55.8 04:56.1 | Elfyn Evans      |